# Abadía de Bath
La abadía de San Pedro y San Pablo (en inglés: the Abbey Church of Peter & Paul) en Bath (Somerset, Inglaterra), más conocida simplemente como abadía de Bath (en inglés: Bath Abbey) es una  iglesia parroquial anglicana, y fue anteriormente un monasterio benedictino.  Fundada en el siglo VII, fue reorganizada en el siglo X y reconstruida en los siglos XII y XVI. En la década de 1860 se llevaron a cabo amplios trabajos de reforma, encuadrados en la restauración victoriana, dirigidos por sir George Gilbert Scott. Es uno de los ejemplos más grandes de arquitectura gótica perpendicular  en el West Country. La sede catedralicia fue transferida a la catedral de Wells en 1539 después de que la abadía fuese disuelta en la Disolución de los monasterios, pero el nombre de la diócesis no cambió.
Se trata de una iglesia de planta cruciforme, con capacidad para aproximadamente 1200 personas. Un lugar de culto activo, también alberga ceremonias cívicas, conciertos y conferencias. Hay un museo del patrimonio en las bóvedas.
La abadía es un edificio catalogado de Grado I , particularmente conocido por su abovedamientos en abanico. Alberga memoriales de guerra para la población local y monumentos a varias personas notables, en forma de placas de pared y de piso y vidrieras policromadas conmemorativas. La iglesia tiene dos órganos y un repique de diez campanas. La fachada occidental incluye esculturas de ángeles que suben al cielo en dos escaleras de piedra.

## Dimensiones
La abadía de Bath tiene unas dimensiones de 67 metros de largo y 22 metros de ancho, en los que estarían incluidos las galerías laterales. La bóveda de la nave central presenta una altura de 24 metros de altura, mientras que la torre alcanza los 49 metros de altura.

## Descripción

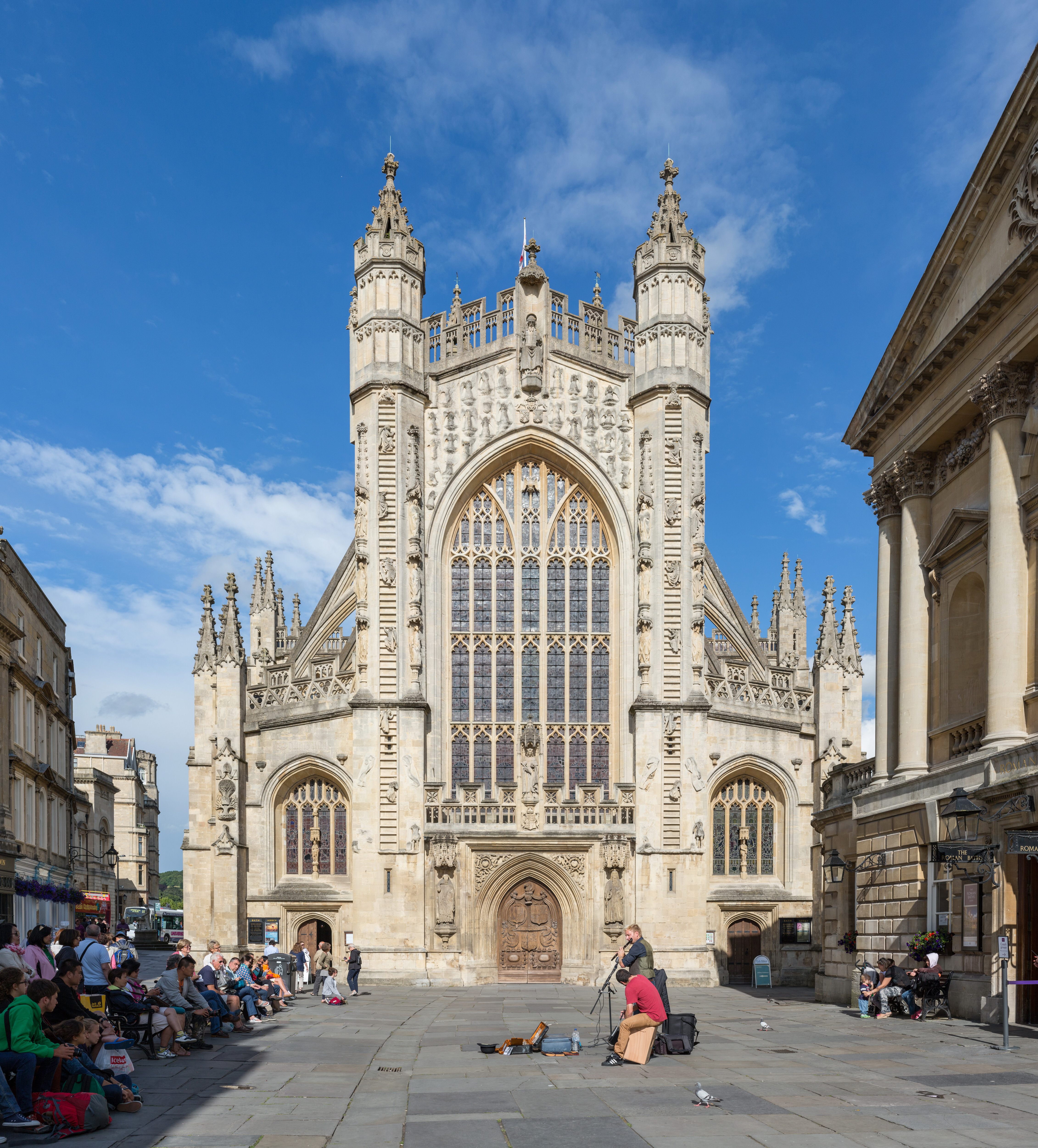
Fachada occidental de la abadía de Bath

La abadía de Bath presenta una planta de cruz latina, con tres naves, una central de más amplitud que las dos laterales, y además presenta en el lateral derecho una galería que llega hasta más allá del crucero, pero acaba antes de llegar al final de la planta.
La fachada principal representa el sueño del obispo Oliver King, quien llevó a cabo la demolición de la antigua catedral normanda de Bath, la cual se encontraba en estado ruinoso, y se encargó de llevar a cabo su transformación en la actual Abadía, contratando a arquitectos y personal necesario para ello.
En el interior de la abadía pueden contemplarse grandes obras de arte entre las que destacan por ejemplo:
- Tras la entrada principal se puede contemplar el ventanal oeste, en el que puede contemplarse escenas y figuras del Antiguo Testamento.
- En la nave lateral izquierda podemos encontrar una placa en honor a Isaac Pitman, que fue un taquígrafo que inventó uno de los sistemas de taquigrafía más utilizado, el sistema Pitman.
- Ambas naves laterales presentan grandes vidrieras por las que entra una gran cantidad de luz.
- Muy cerca a la placa anterior puede admirarse el sepulcro del Obispo de Bath y Wells (1608-1626) James Montagu, quien contribuyó a la construcción y enriquecimiento de la Abadía.
- En la nave central, antes de entrar en el crucero se puede contemplar el atril utilizado para la lectura de la Biblia.En 1973, para conmemorar el milenario de la coronación del rey Edgar el Pacífico en la Abadía, Isabel II realizó una visita, por lo que se colocaron una placa conmemorativa a los pies de este atril.
- En la nave derecha antes de llegar al crucero pueden contemplarse desde la pila bautismal de estilo victoriano, datada en 1874, y situada a la izquierda de la entrada principal, junto a la puerta que conduce a las dependencias del Prior que tienen salida al claustro; al monumento en honor a William Bingham (1754-1804), senador estadounidense; pasando por la entrada a la galería derecha, que actualmente es una tienda de libros y recuerdos de la Abadía, con salida al exterior propia; o la placa situada en la pared de la nave derecha cerca del crucero, en honor a Richard "Beau" Nash (1674-1761), quien fue  maestro de ceremonias en la Abadía durante su época de esplendor en el siglo XVIII.
- La nave del crucero, por su parte, tiene el coro en su centro, presentando en el crucero norte el órgano, reconstruido entre 1996-1997 por parte de la empresa Klais de Bonn. En el crucero sur se encuentra la llamada sala de Exposiciones.
- Una vez pasado el crucero nos encontramos con la placa en la que se muestra el registro de todos los que han dirigido comunidades cristianas desde el año 676, hasta nuestros días, que se encuentra en la pared de la nave derecha; la capilla familiar de William Birde, quien fue prior de la Abadía entre 1499 y 1525; la capilla de Getsemaní, en la cual puede contemplarse un arco normando de medio punto en la pared del fondo, junto al cual se guarda el libro llamado Book of Remembrance que contiene los nombres, apellidos y edades de todos los civiles y militares de Bath que fallecieron durante la II Guerra mundial; el altar mayor que tiene en su parte superior un gran ventanal orientado al este, con un total de 56 escenas de la vida de Jesucristo; la capilla de San Alfege, en la que pueden distinguirse la estructura de pilares normandos de la antigua catedral normanda sobre la que se edificó la actual abadía. También puede verse el ventanal que se diseñó para la conmemoración de la coronación del rey Edgar el Pacífico, en el año 973. En esta zona y cerca del crucero norte se encuentra una placa en honor al Almirante Arthur Phillip (1738-1814), quien fundó el primer presidio  los hermanos William y Robert Vertue, que presenta como decoración escudos heráldicos restaurados.[6]

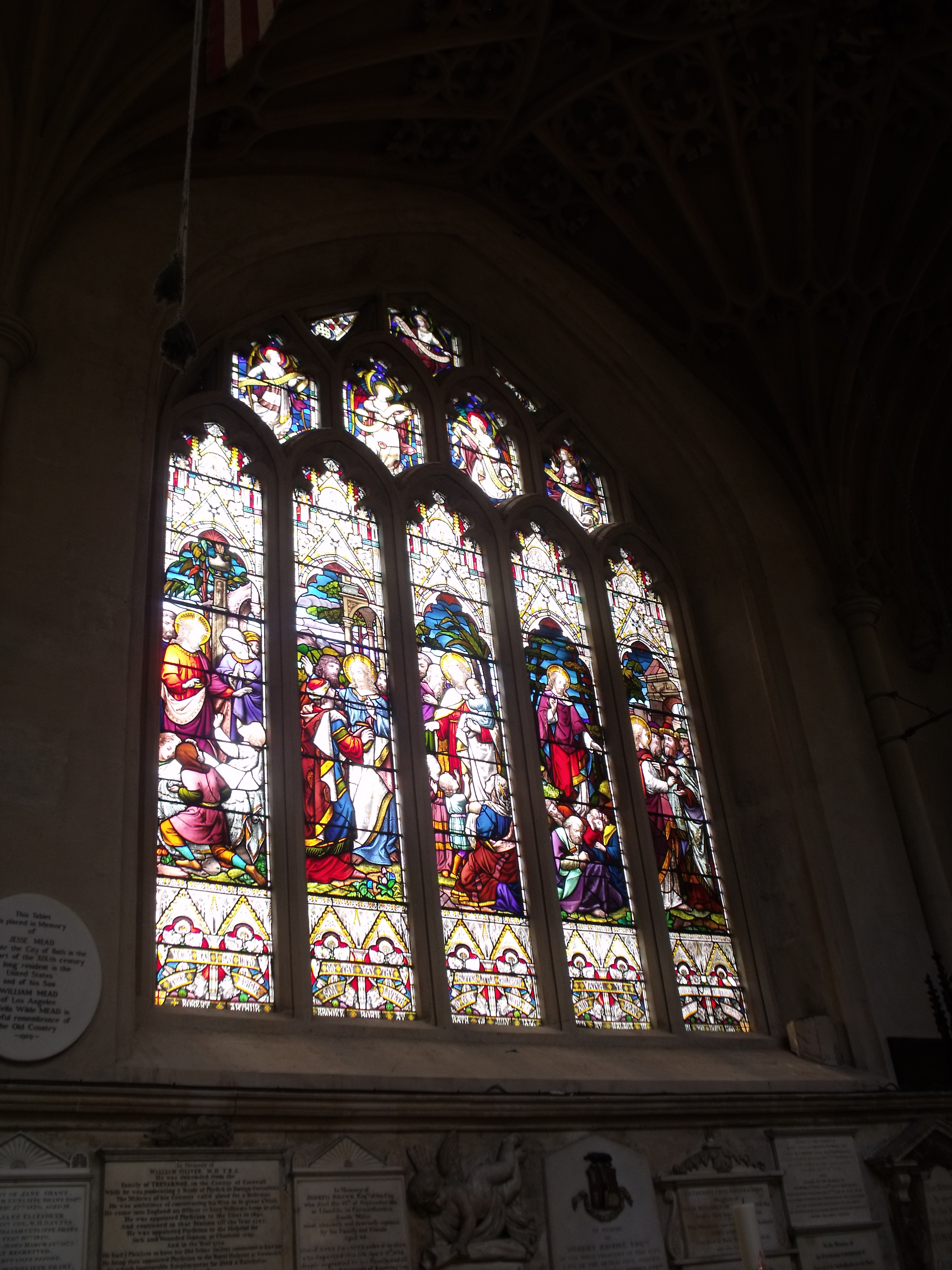
Vidriera de la nave lateral izquierda
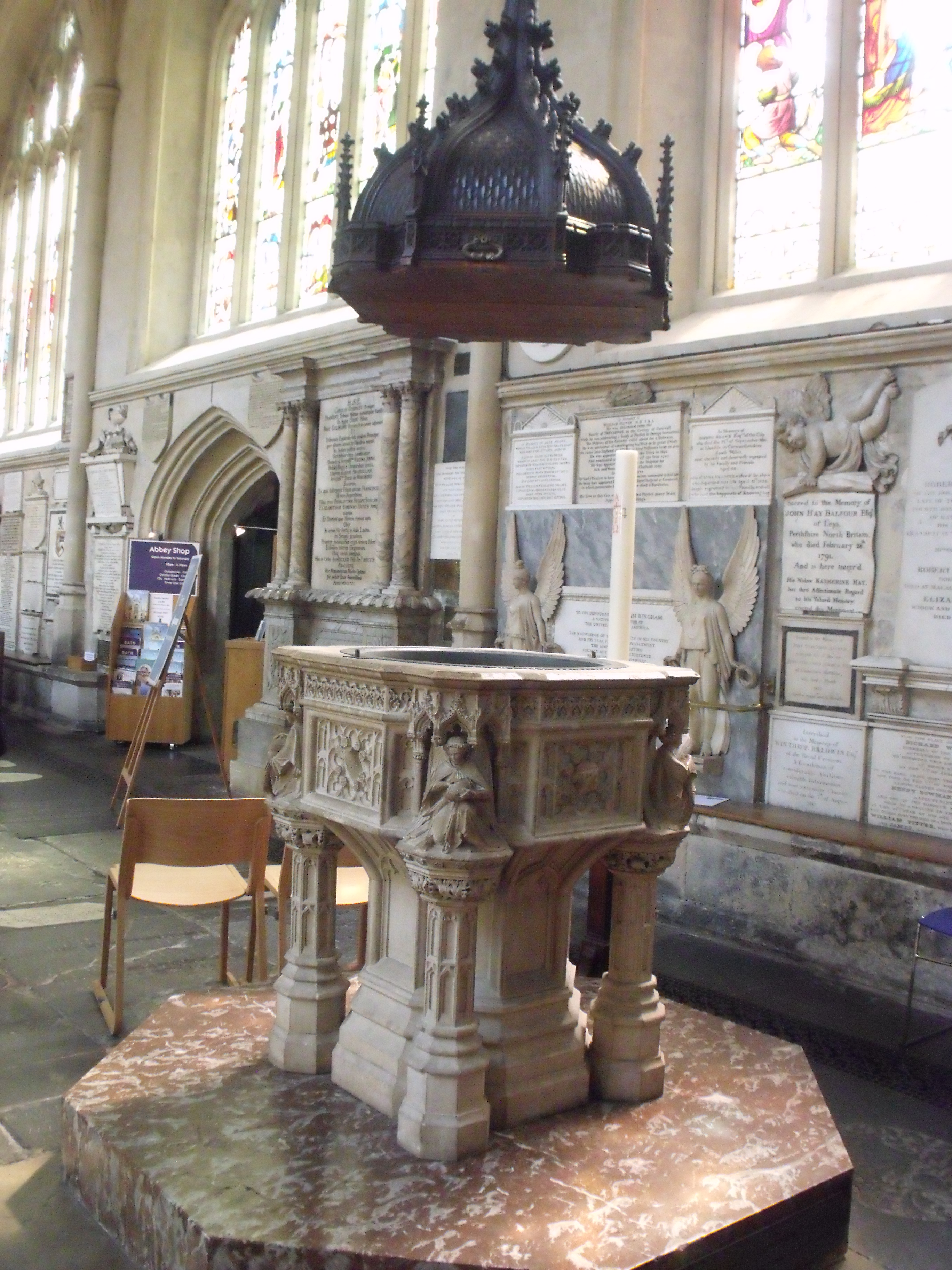
Pila bautismal
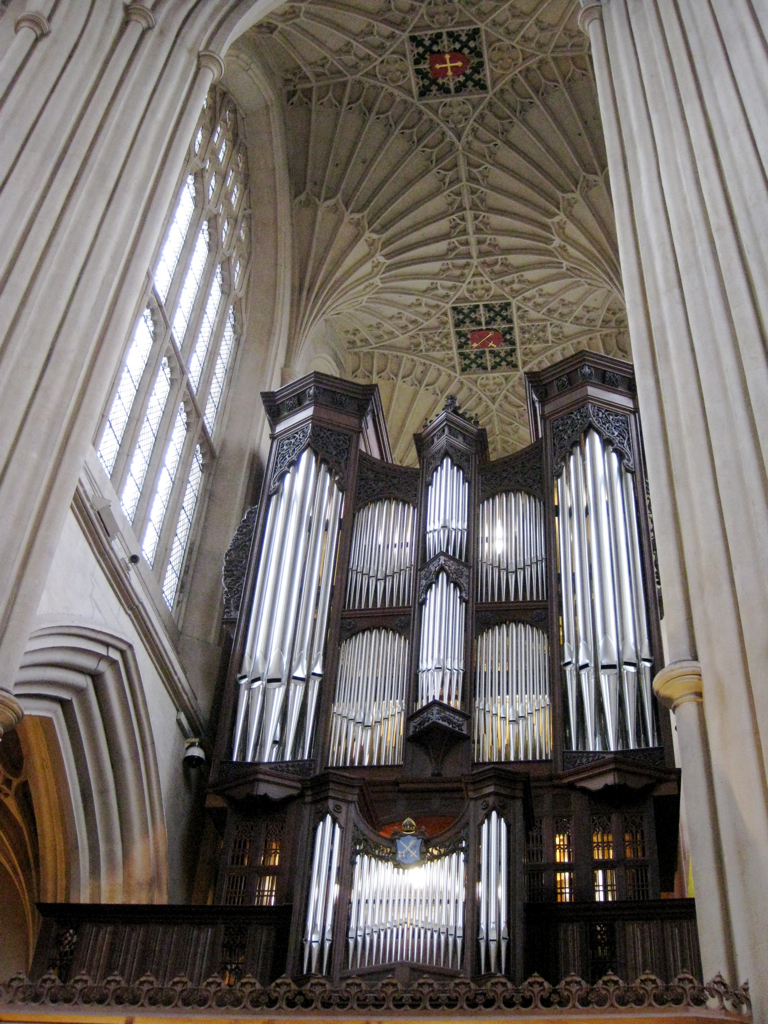
Órgano
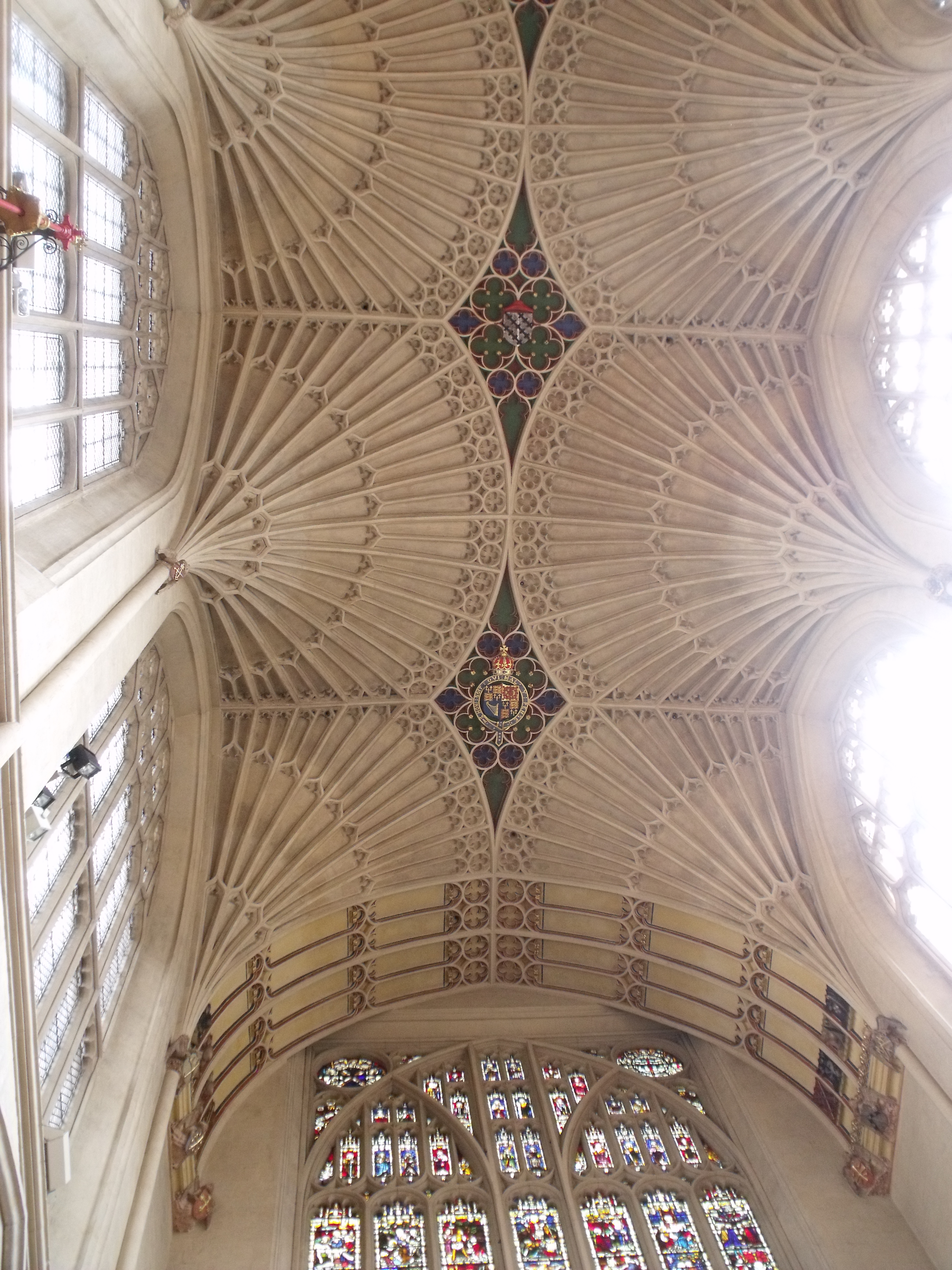
Detalle de la decoración de la bóveda de la nave central
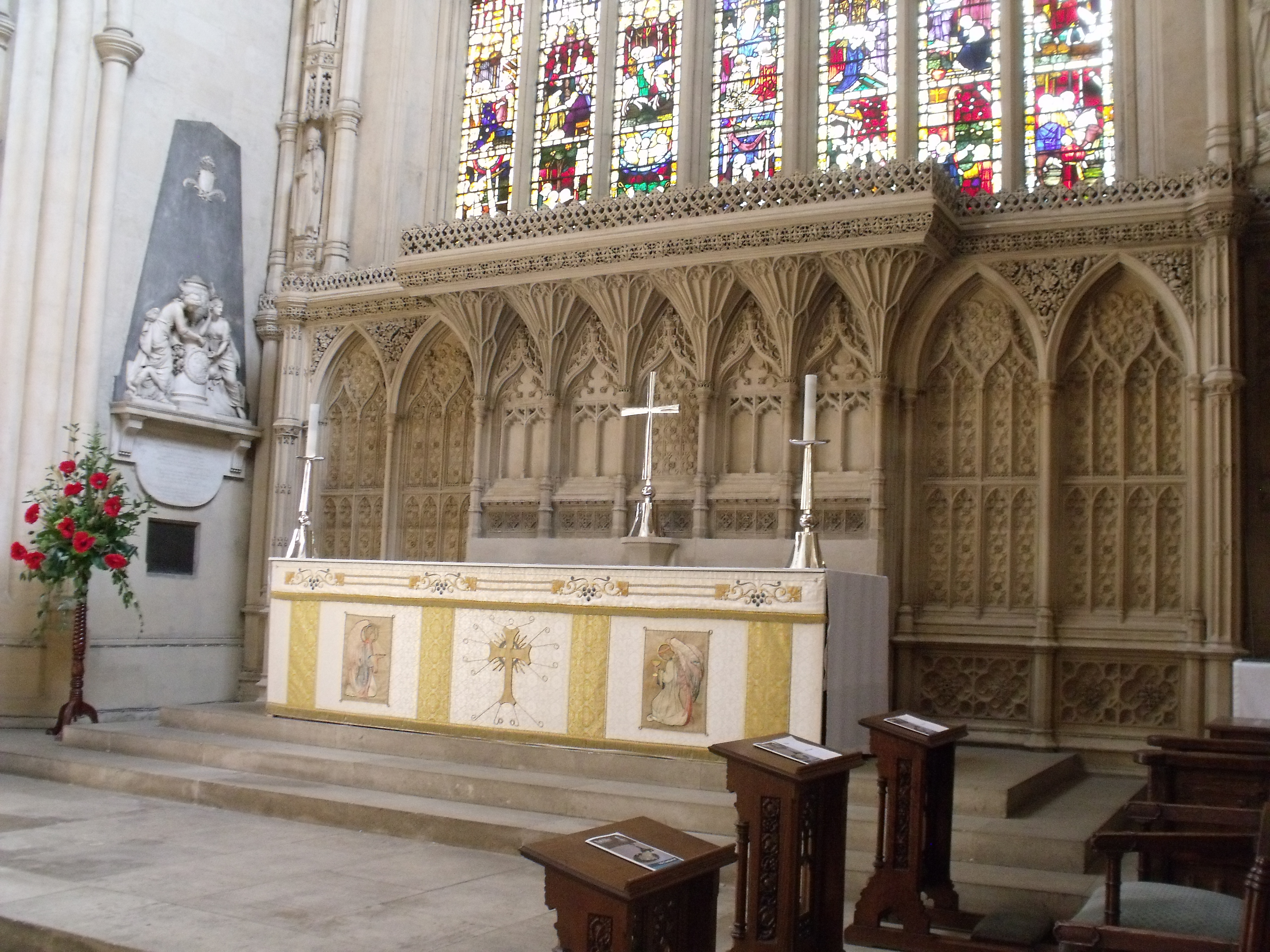
Altar mayor
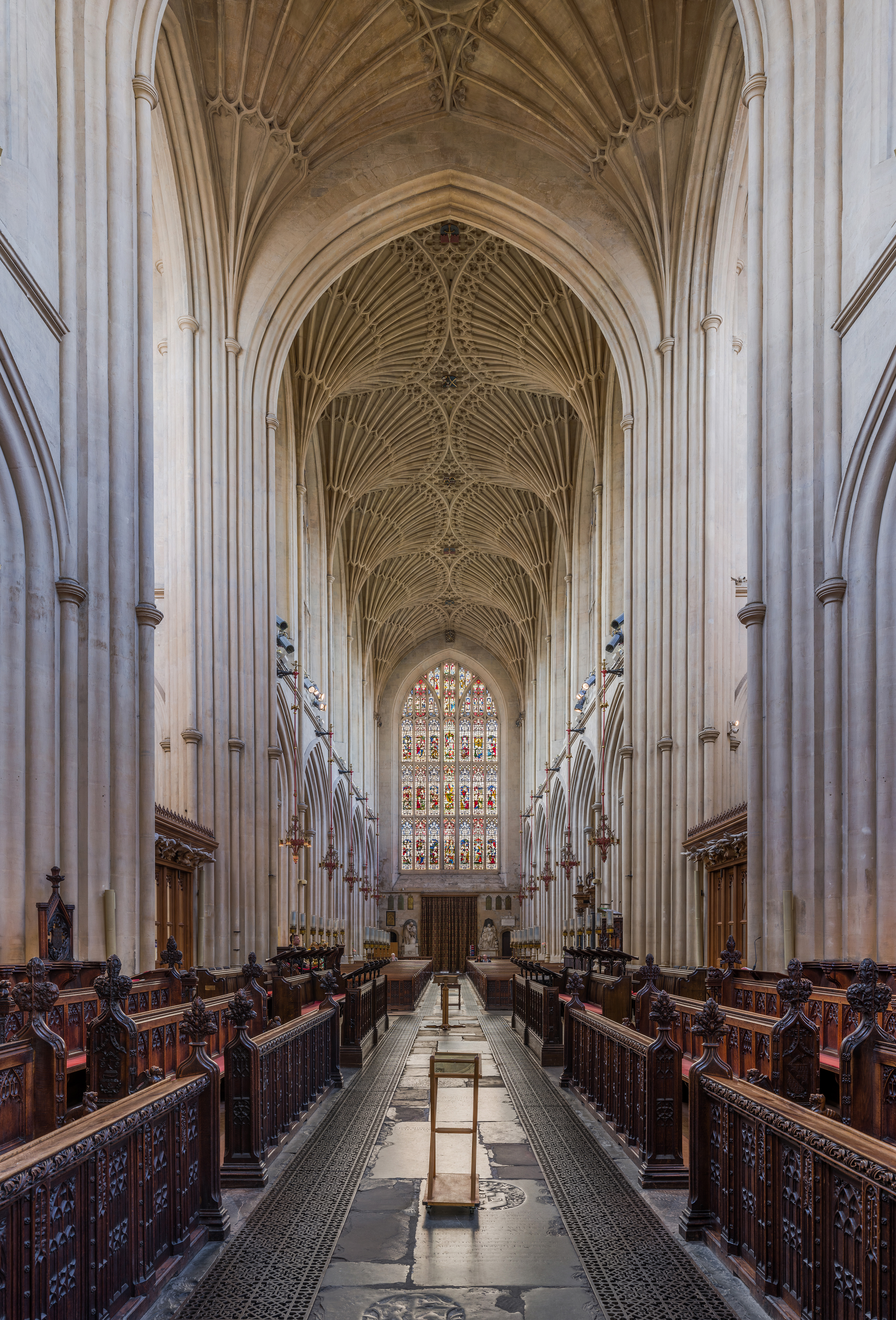
La nave, en dirección oeste
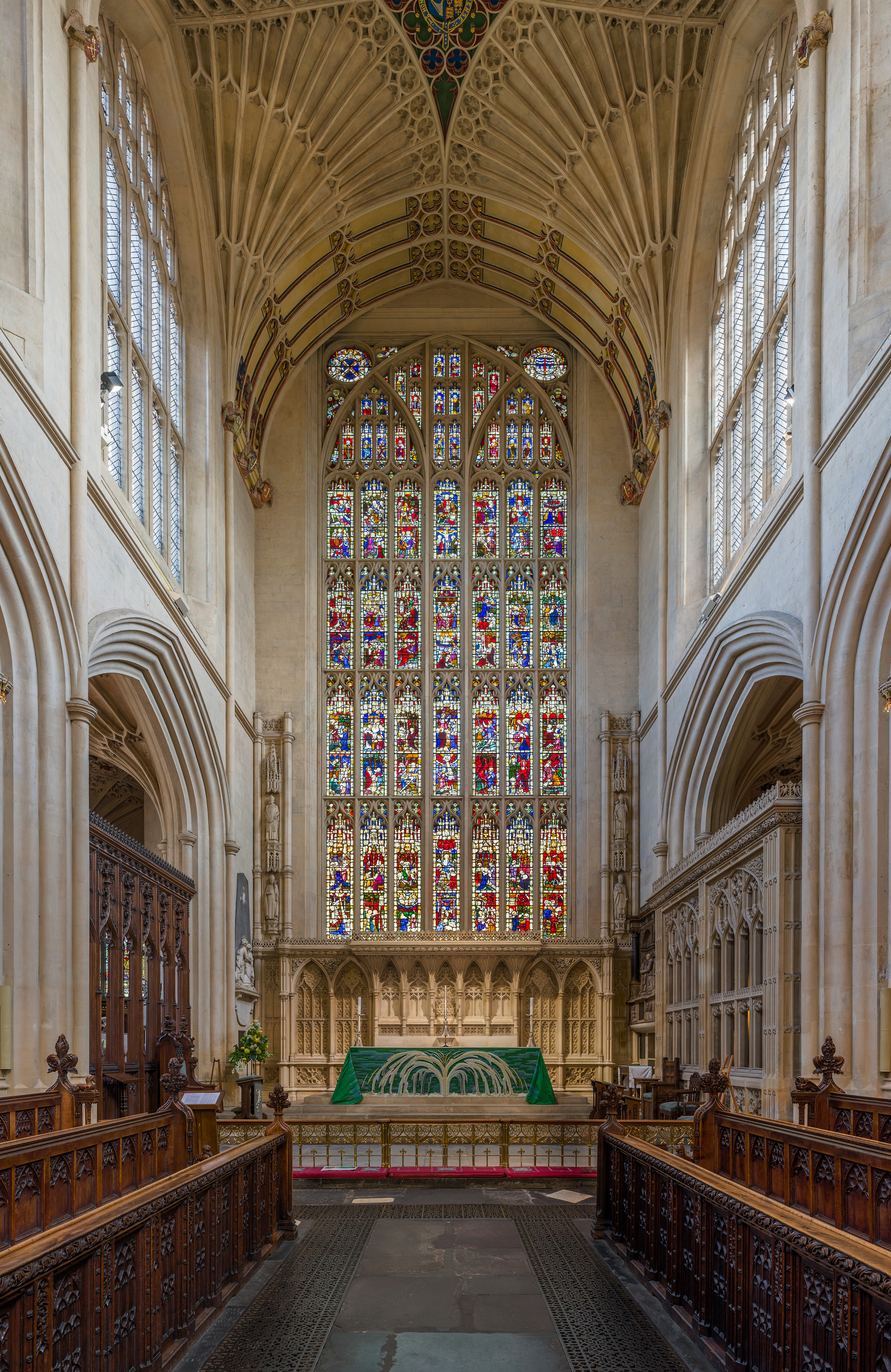
La nave, en dirección este
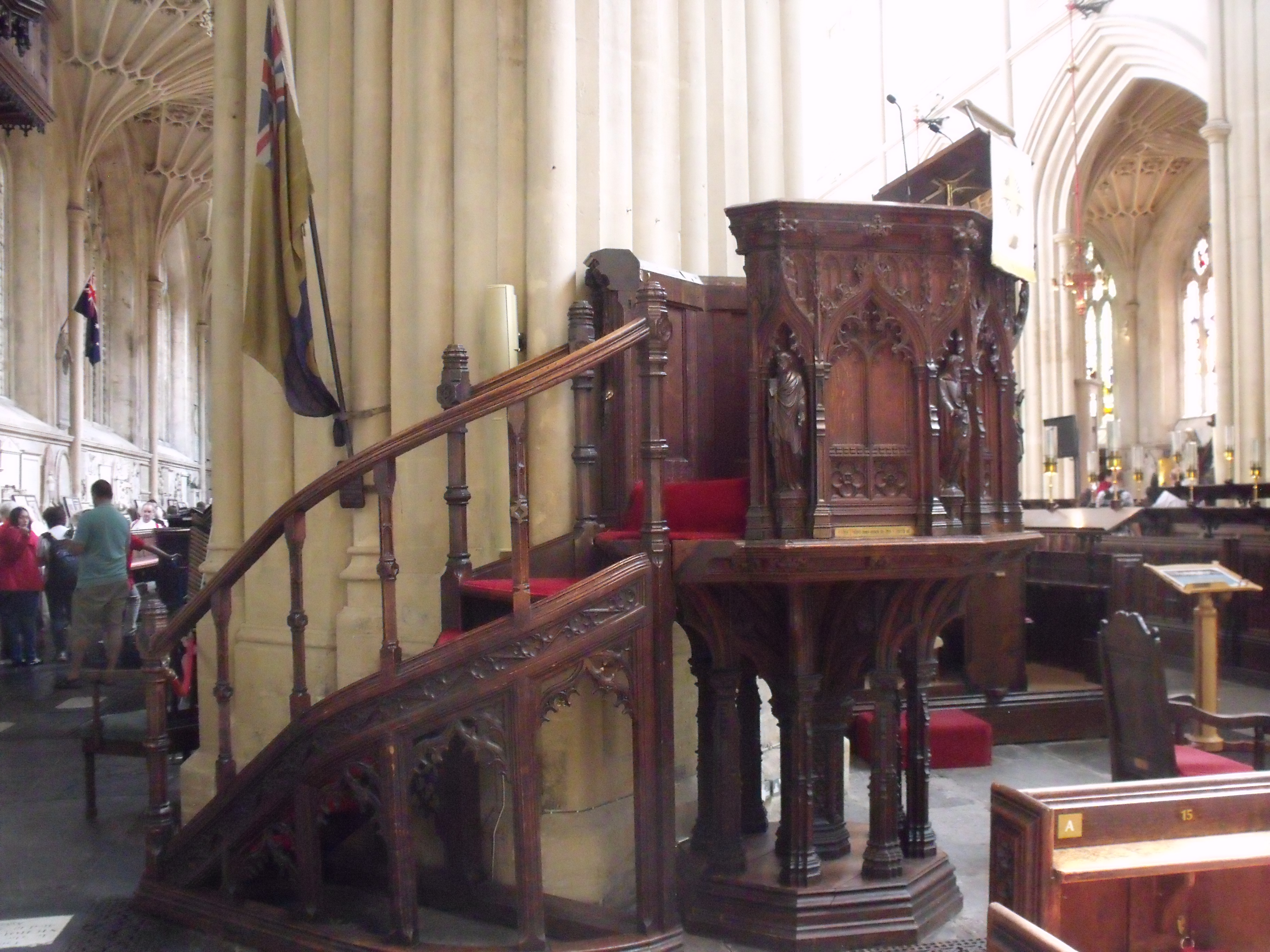
Púlpito en el crucero

## Galería de imágenes

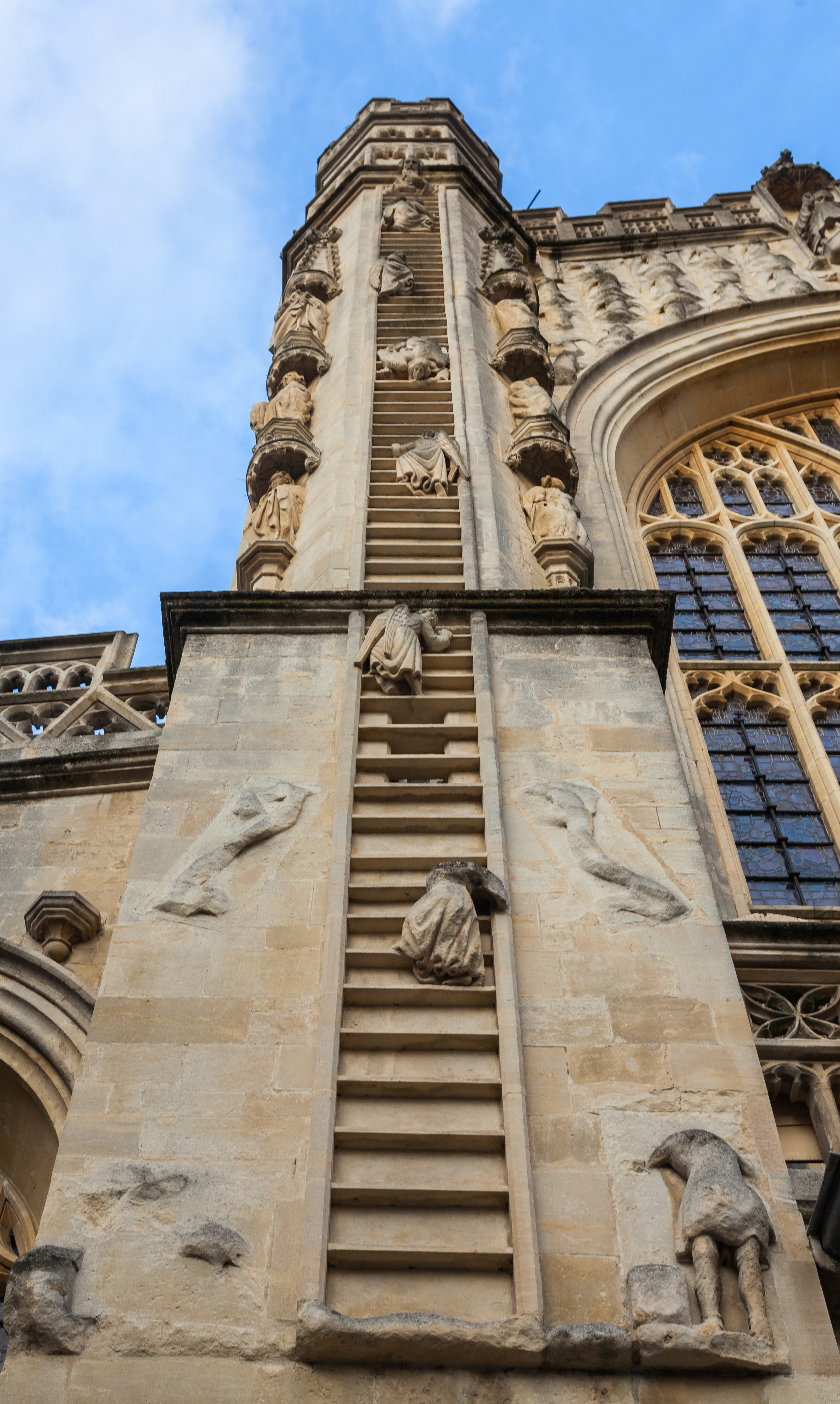
Detalle de los ángeles que suben y bajan por la Escalera de Jacob, fachada oeste, parte izquierda.
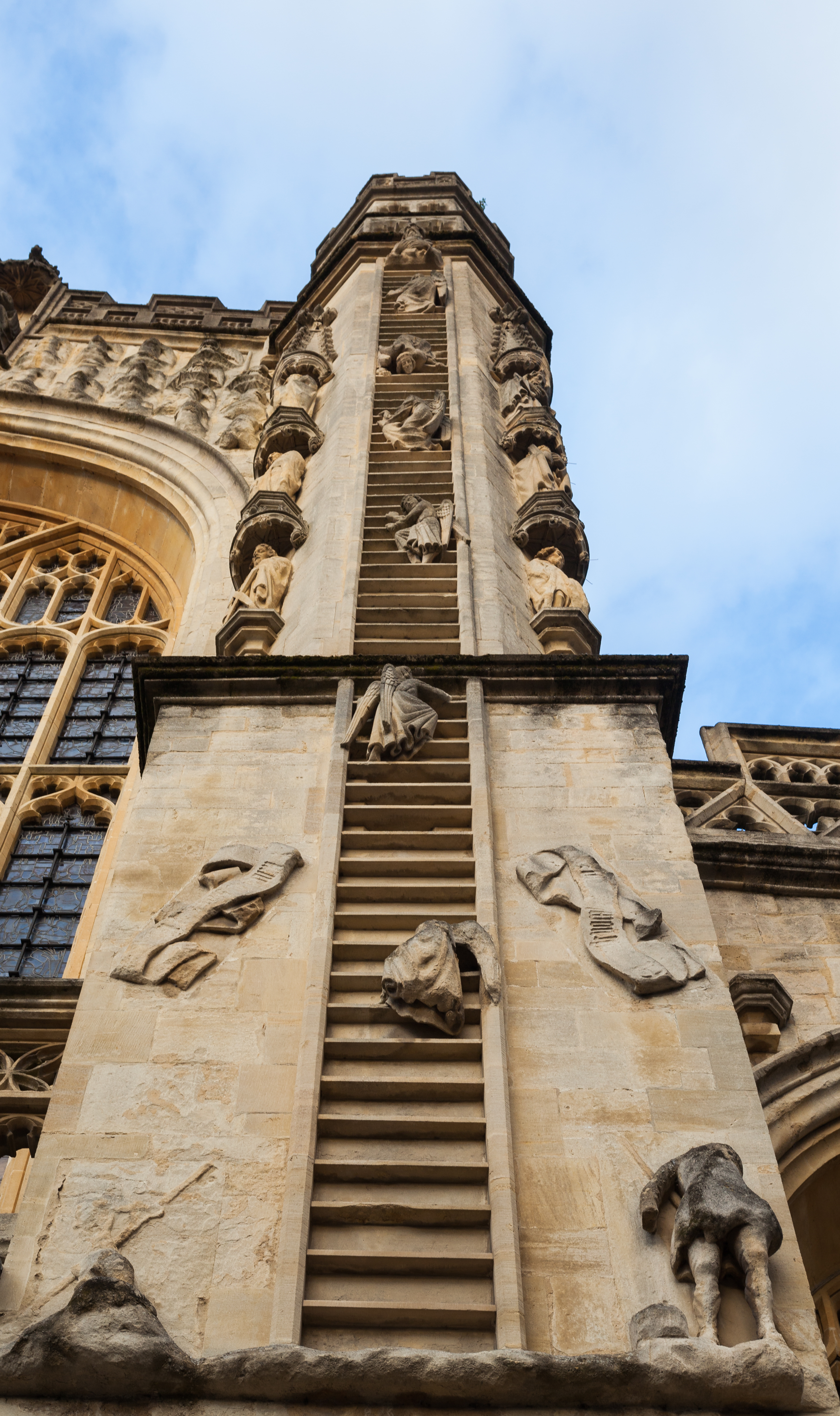
Detalle de los ángeles que suben y bajan por la Escalera de Jacob, fachada oeste, parte derecha.
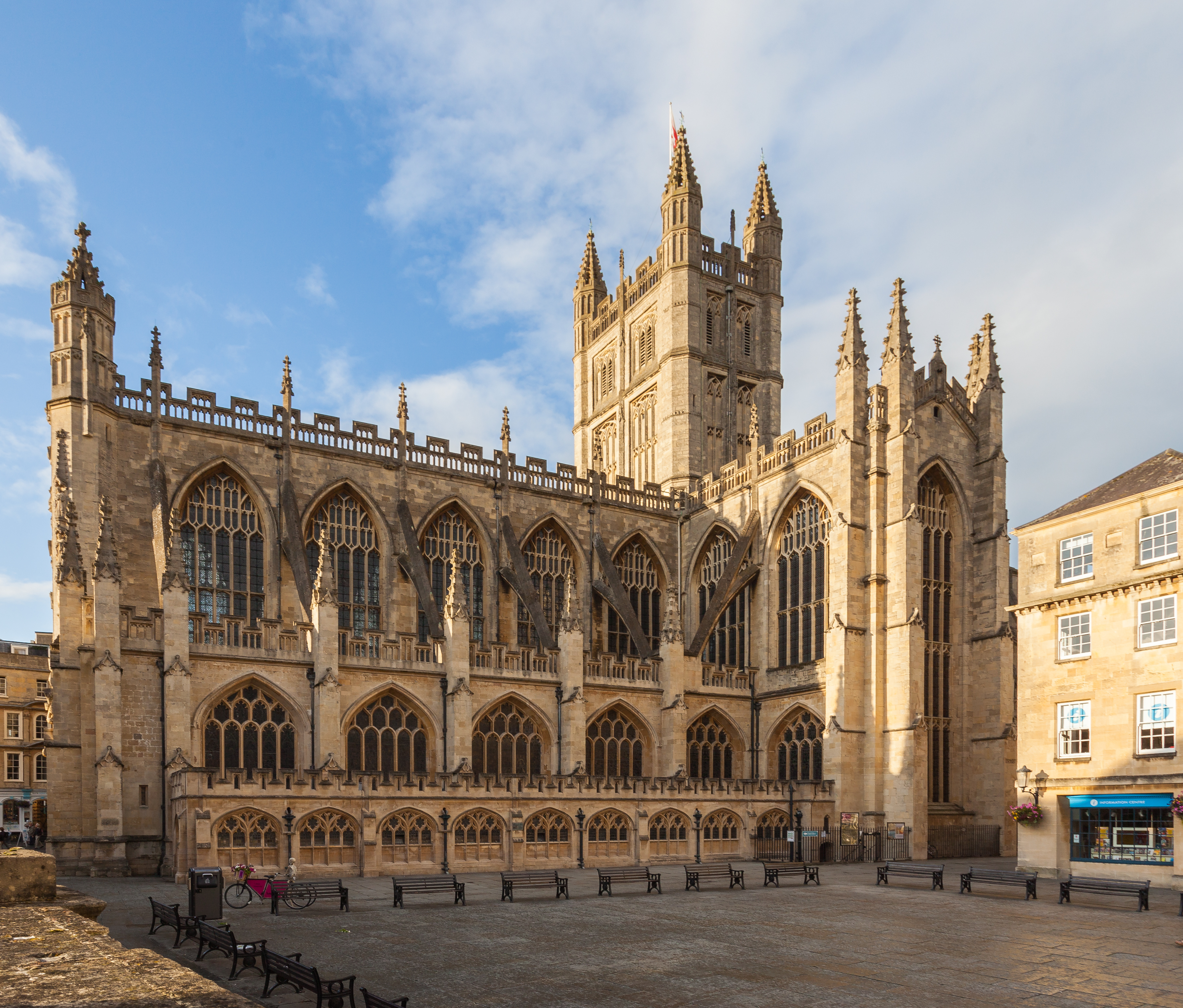
La Abadía vista desde los baños romanos.
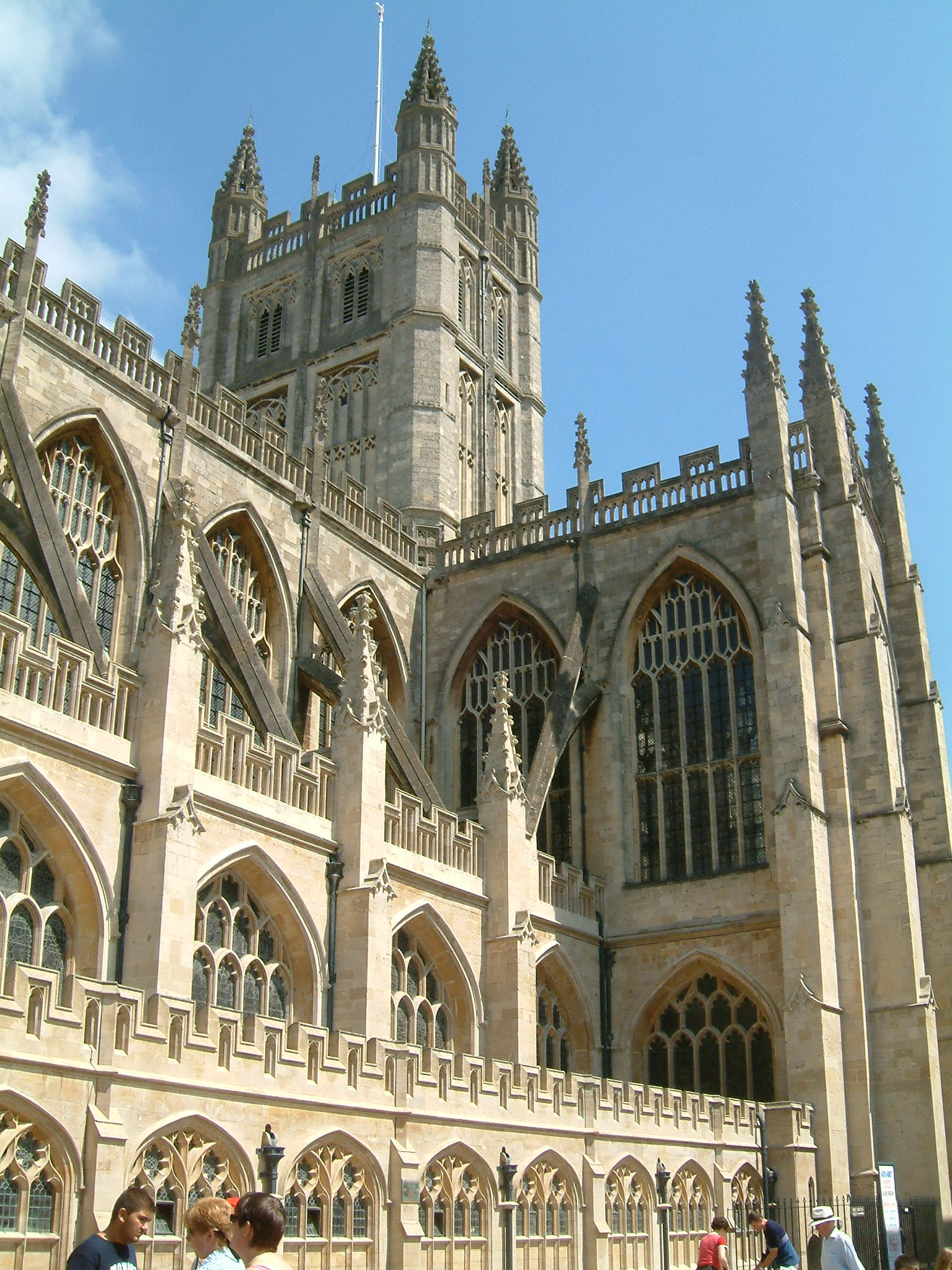
La abadía vista desde el antiguo claustro.
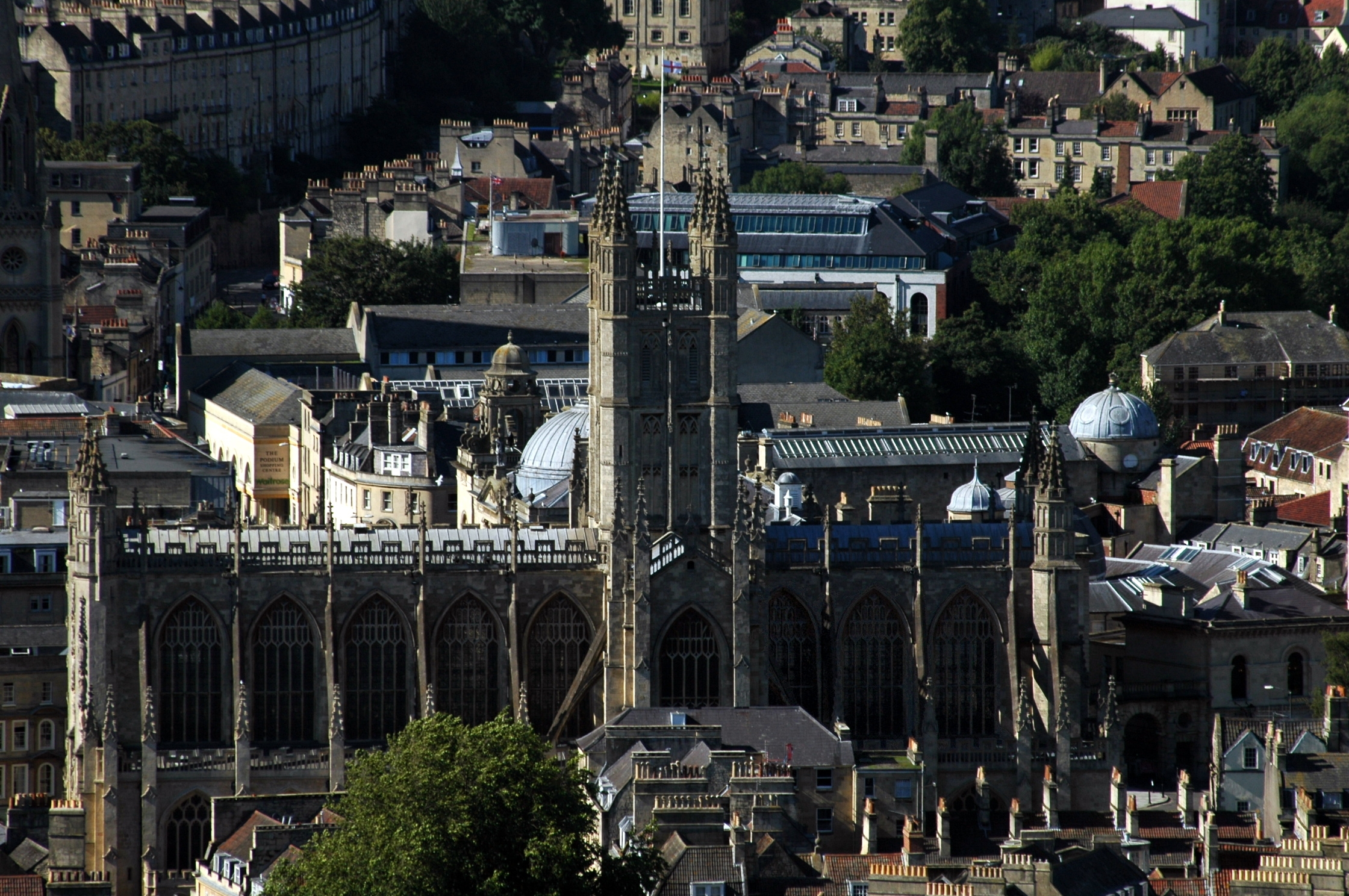
La Abadía vista desde Beechen Cliff.
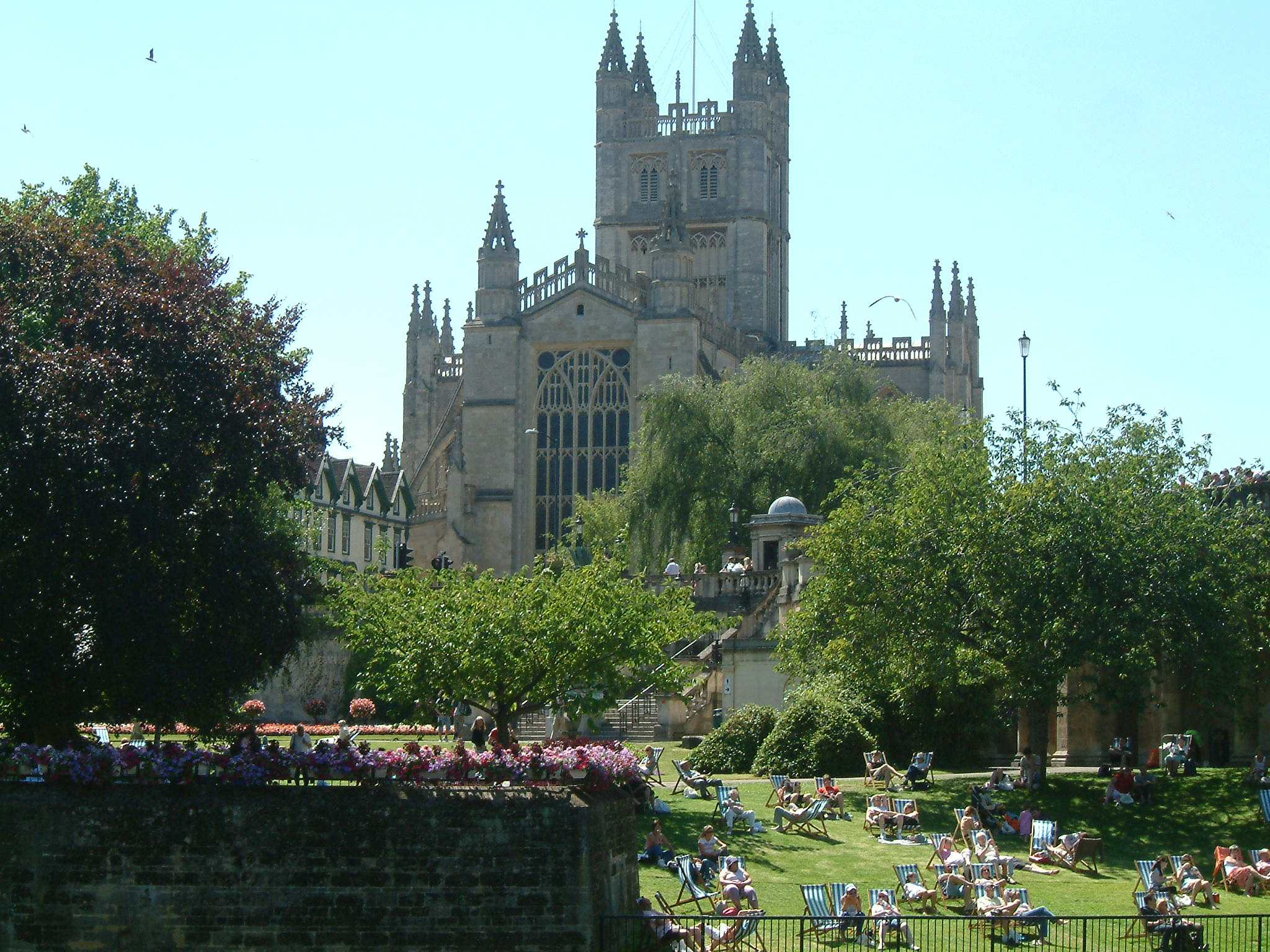
Vista desde el este.
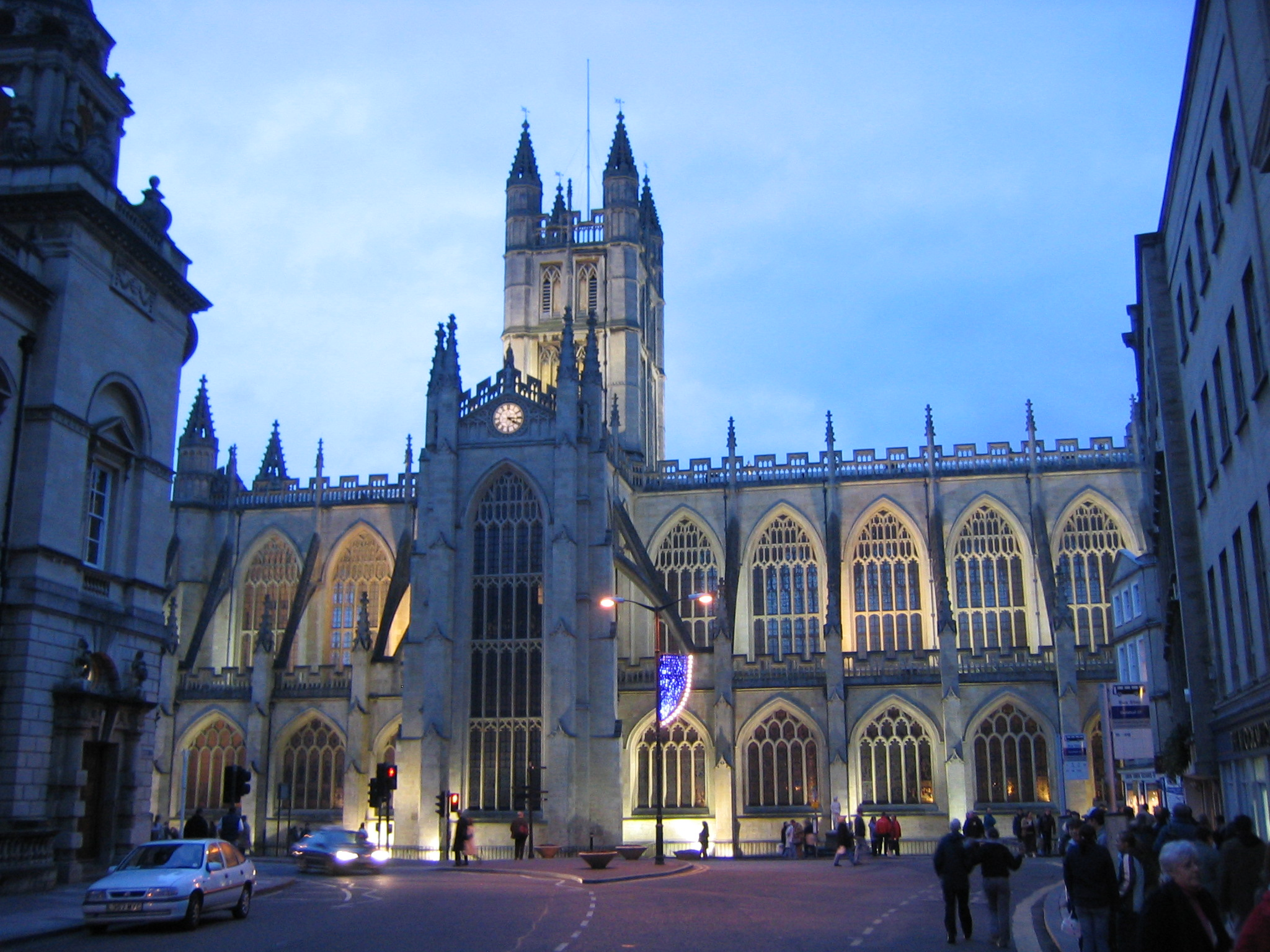
Fachada norte.
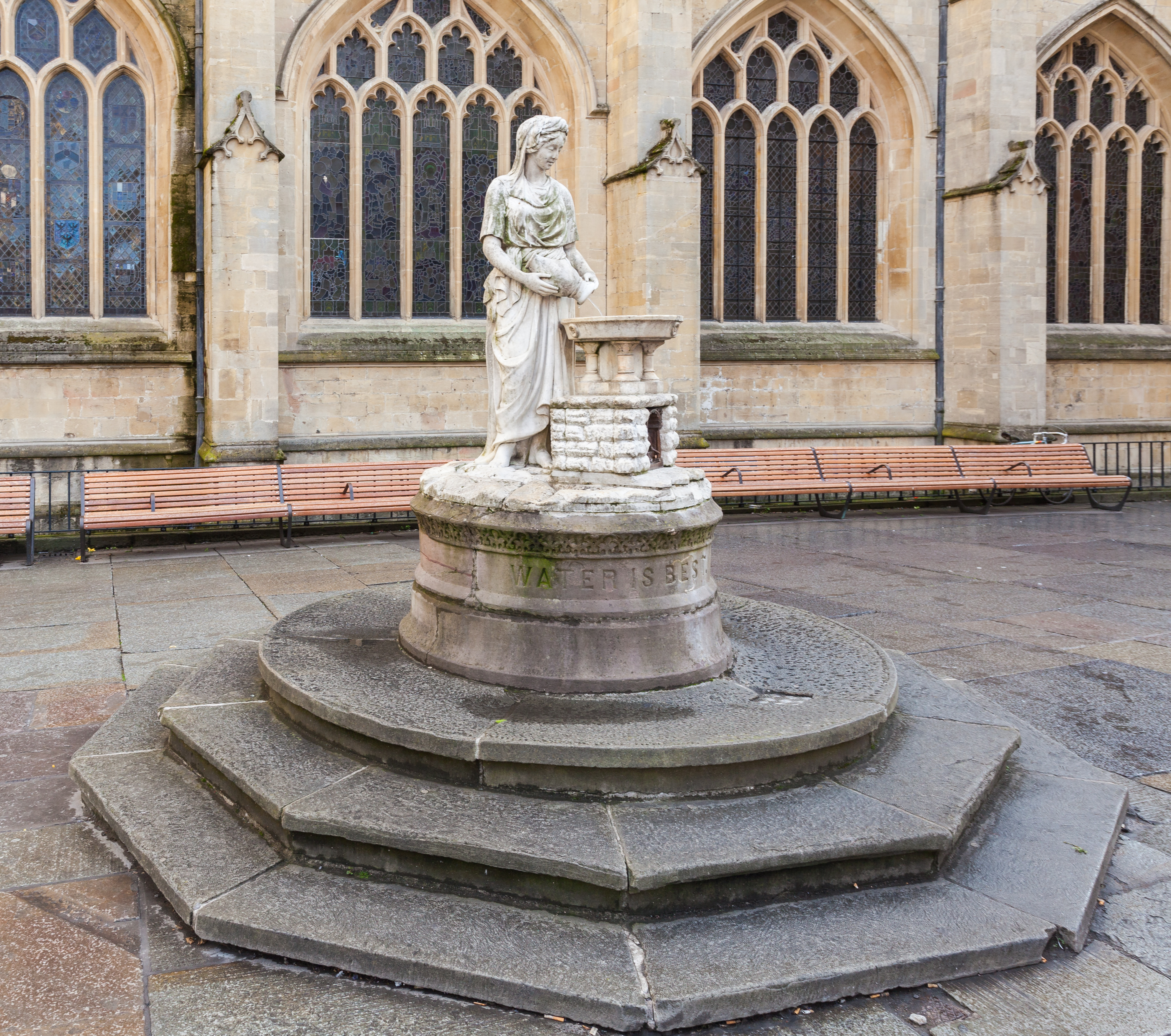
Fuente de Rebeca.
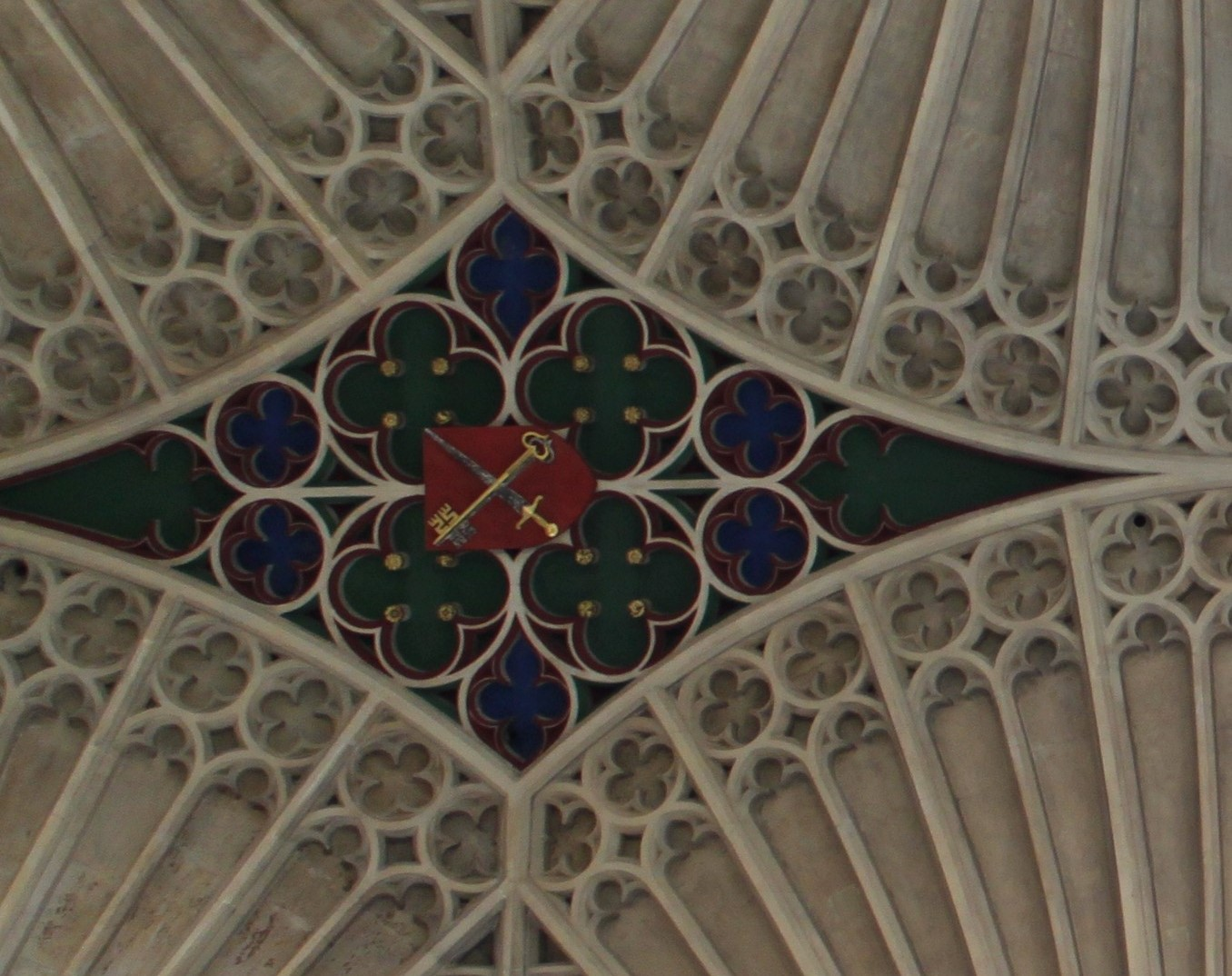
Escudo con los atributos de los santos Pedro y Pablo sobre el altar mayor